# Palazzo del Renaissance Hotel Mediterraneo

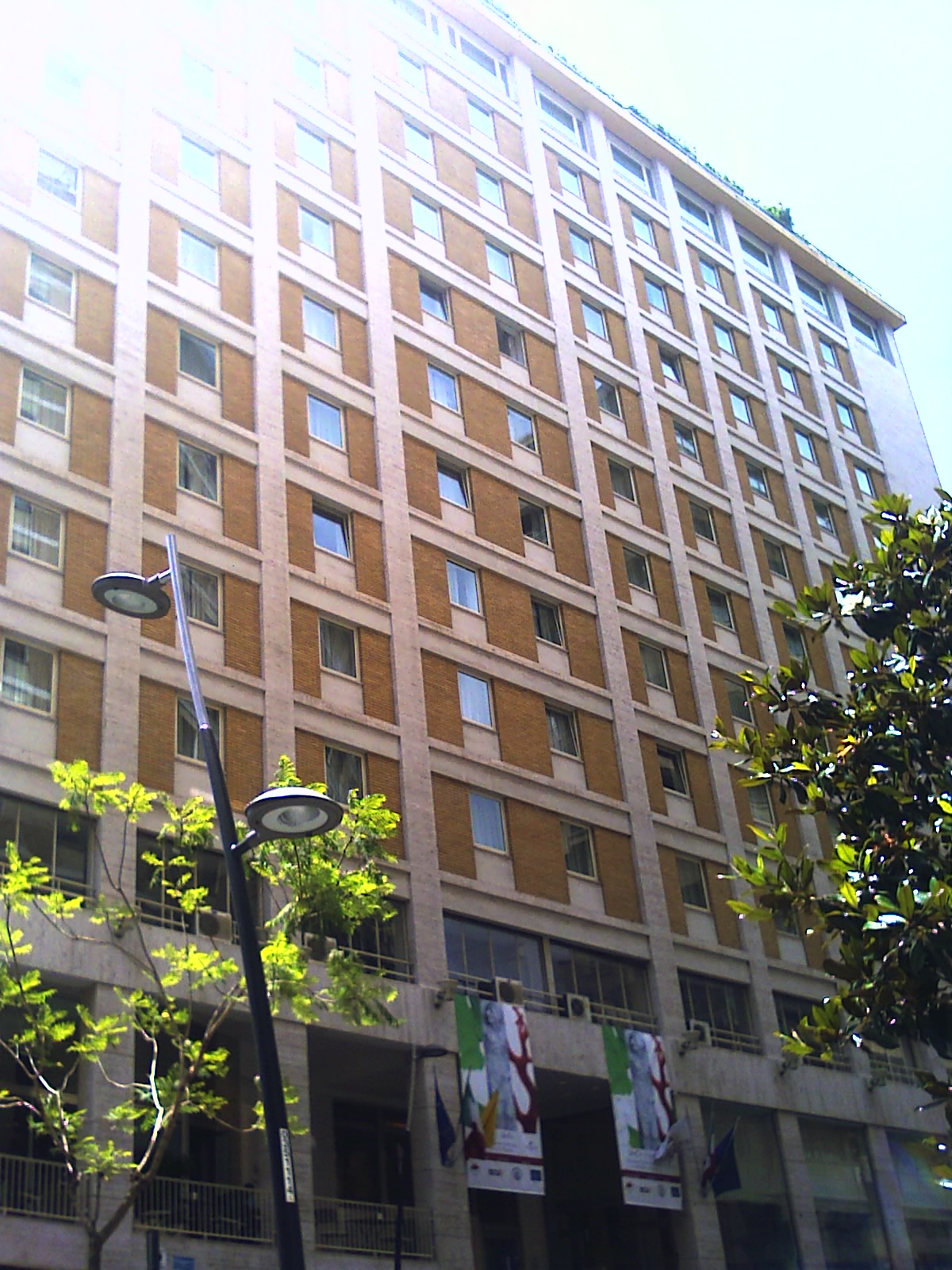
Palazzo del Renaissance Hotel Mediterraneo in Neapel

Der Palazzo del Renaissance Hotel Mediterraneo ist ein Palast aus den 1950er-Jahren im Viertel San Giuseppe in Neapel in der italienischen Region Kampanien. Er liegt in der Via Ponte di Tappia, 25.

## Geschichte und Beschreibung
Das 1958 im Zuge der Spekulationstätigkeit des Bürgermeisters Achille Lauro, erbaute Haus ist ein elegantes Beispiel für die Architektur des italienischen Rationalismus. Der Palast, der früher das Hotel Mediterraneo beherbergte, wurde vom Architekten Ferdinando Chiaramonte (1902–1985) entworfen. An dem Gebäude wurden kürzlich Erhaltungsarbeiten an den Fassaden und Umbauten im Inneren durchgeführt. Heute sind in den Obergeschossen Wohnungen untergebracht.
Das 13 Stockwerke hohe Gebäude ist ein Mehrzweckgebäude mit einem Hotel und Wohnungen, Ladengeschäften im Erdgeschoss und eine Tiefgarage im Untergeschoss. Der Bau besteht aus einem Prisma, das auf den Fundamenten ruht. Das Prisma ist durch eine Gitterstruktur und einen Hintergrund aus Klinkermauerwerk unterbrochen. Im Erdgeschoss, das auf drei Seiten Vorhallen hat, befinden sich eine Einkaufsgalerie und die Empfangshalle des Hotels.

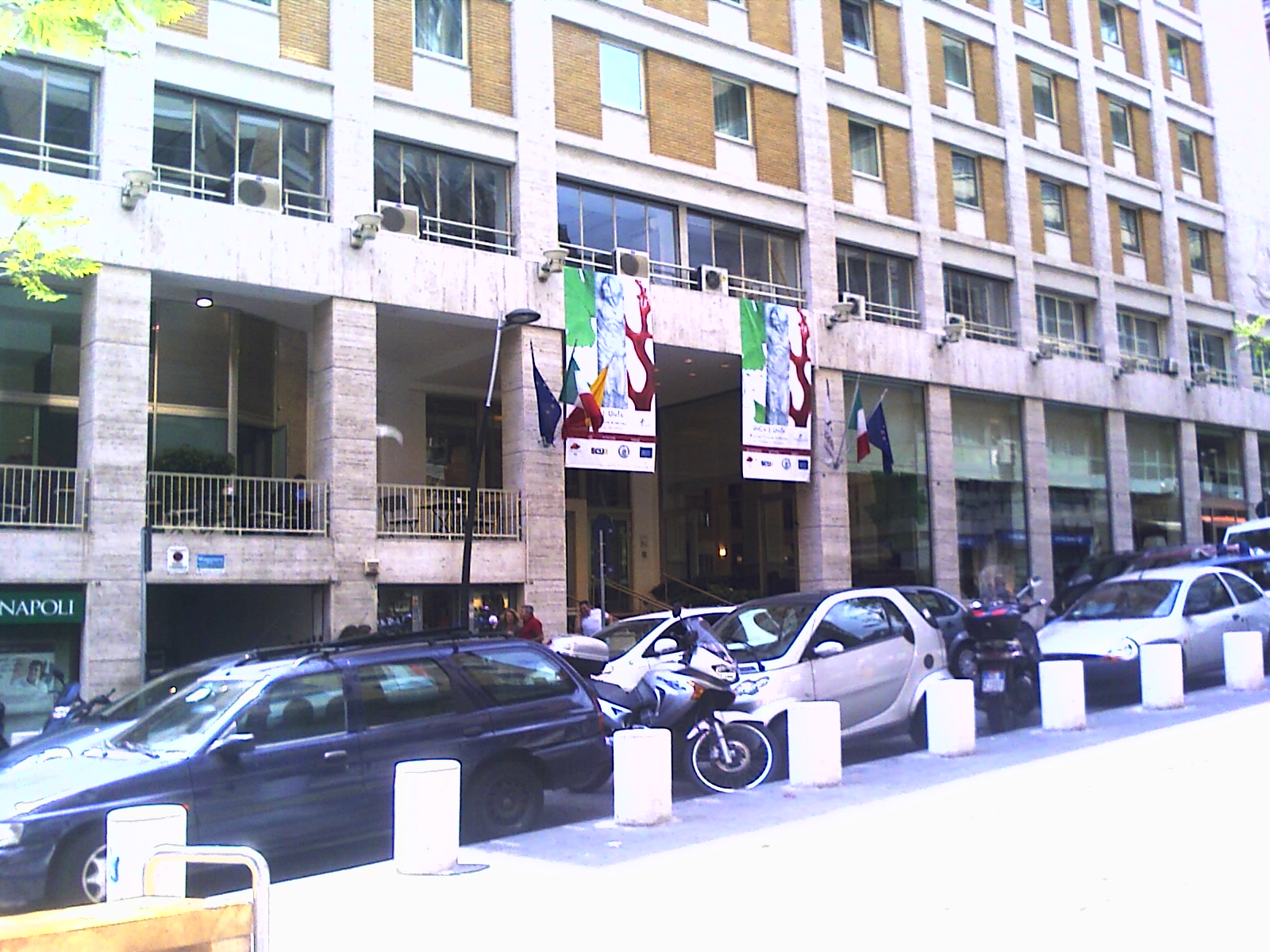
Vorhalle am Eingang